# Söderön, Östhammars kommun

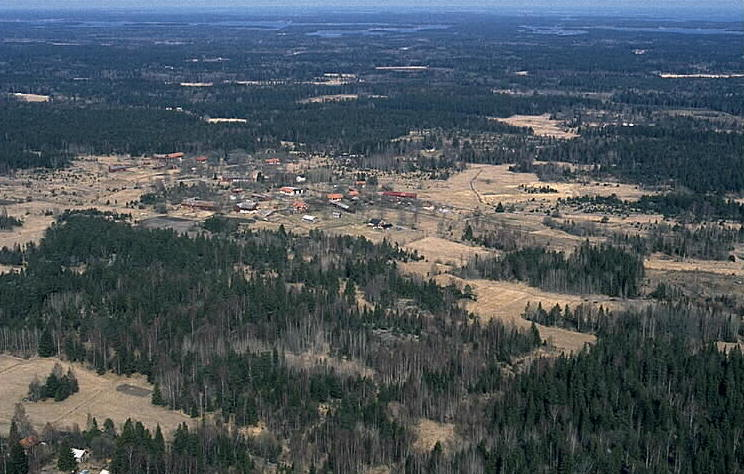
Söderön

Söderön är en större halvö, före detta ö, i Börstils socken, Östhammars kommun, Uppsala län. Halvön sträcker sig nära 15 km, från Söderby-Karlsäng i väster till Kasfjärden i öster, och ligger strax öster om Östhammar och söder om Öregrund. Från Söderön finns broförbindelse i söder till Tvärnö.